# Reuzengraf

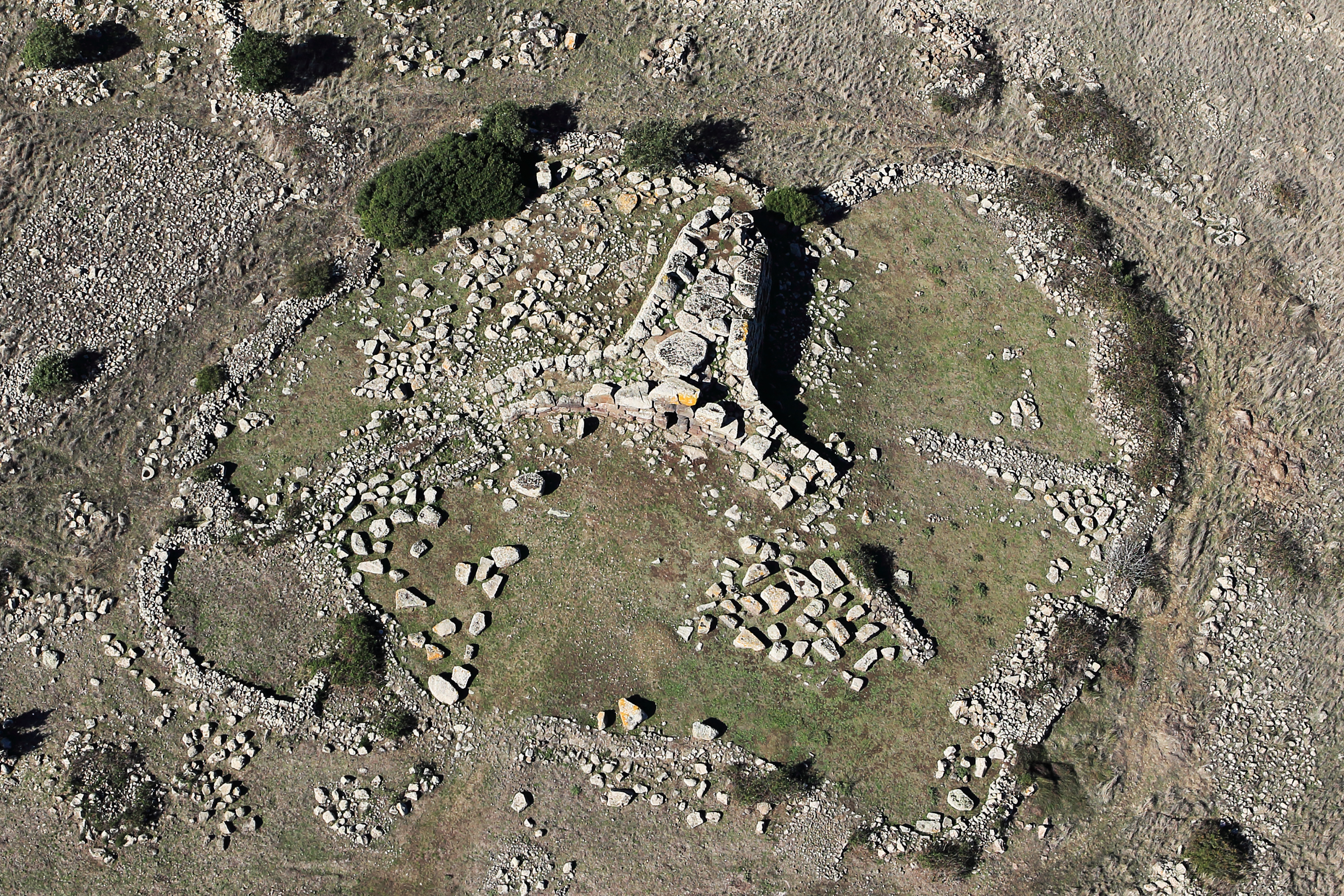
Luchtfoto van het reuzengraf van Sa Domu'e S'Orcu in Siddi

Geografische verspreiding van de reuzengraven in Sardinië

Reuzengraven zijn collectieve grafstructuren op Sardinië (Italië), waarvan de precieze functie onbekend is en die misschien voortkwamen uit verlengde dolmens (grafheuvels). 
Hun naam werd gegeven door de lokale bevolking en archeologen aan dit type megalithische Allée couverte (galerijgraven), gebouwd tijdens de Bronstijd van de Nuraghecultuur. Ze komen in het hele Nuraghische tijdperk voor tot aan de IJzertijd, toen ze door 'putgraven' werden vervangen. Er zijn er zo'n 800 over heel Sardinië ontdekt, maar ze komen vooral voor in het centrale deel van het eiland. 
Het grondplan heeft de vorm van een stierenkop. Bij de ingang staan grote steensculpturen, bekend als bethyli (een slanke menhir, soms in de grove vorm van een mannelijk geslachtsdeel of vrouwenborsten).

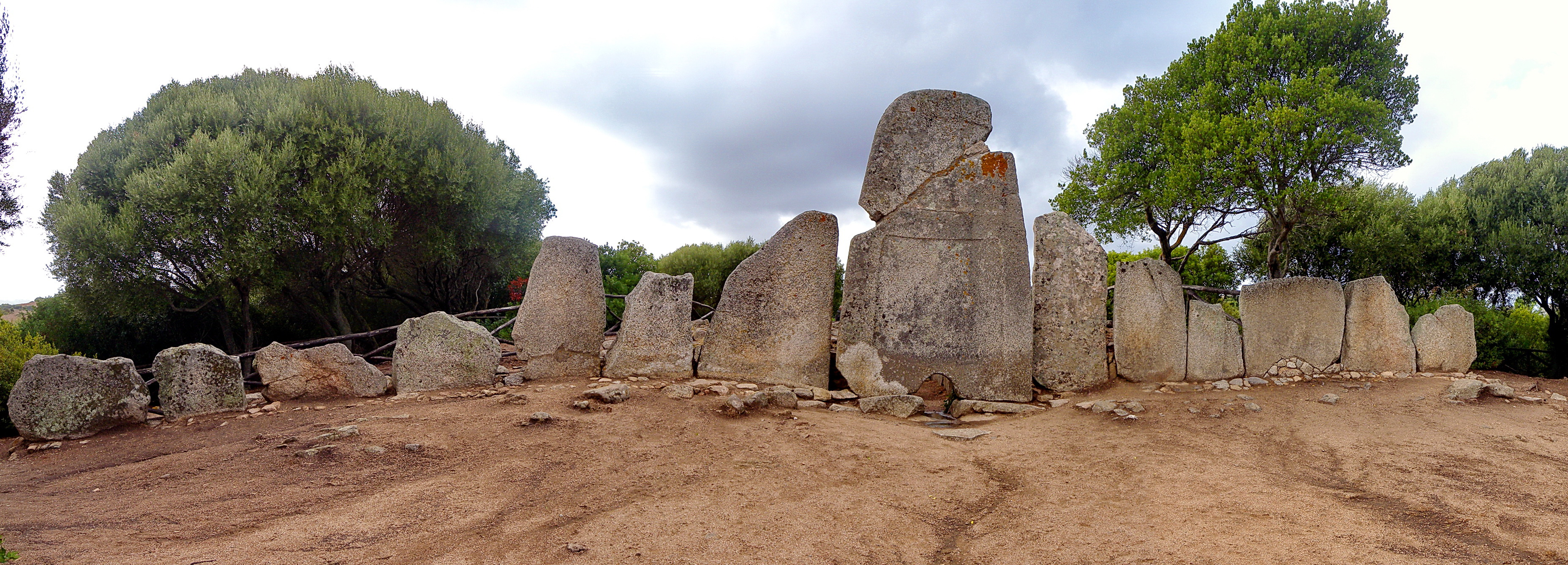
Reuzengraf bij Arzachena, Arzachenacultuur

## Typen
Er zijn twee algemene typen reuzentombes: 
- In het zogenoemde type 'onbewerkte steen' (slab in het Engels), zijn onbewerkte stukken steen aan een zijde in de grond begraven en naast elkaar gerangschikt. Er is gewoonlijk een centrale stèle, het grootste stuk steen (tot een hoogte van vier meter) waar een doorgang doorheen is gehakt.

Bij primitieve varianten staat de centrale steen iets van de ingang af en vormen drie ongehouwen stenen de ingang. Bij geavanceerdere varianten is de centrale steen aan de top afgerond en is er aan de voorkant een eenvoudig ontwerp in het oppervlak gebeiteld.
De grafkamers hebben een karakteristiek rechthoekig grondplan met een apsis. De grafkamer is meestal vijf tot vijftien meter lang en een tot twee meter hoog. De bouwwerken waren oorspronkelijk met een heuvel bedekt, waardoor ze op een omgekeerd schip leken. Meestal is er bij de ingang een obelisk (betile in het Sardijns) gevonden.
- De zogeheten 'bloktype' tombes zijn van rechthoekig gehouwen blokken steen gemaakt.

Er zijn soortgelijke graven gevonden op de eilanden Malta en Menorca en in het Verenigd Koninkrijk.